# Pilatus PC-6
Пилатус ПС-6 «Портер» (англ. Pilatus PC-6 "Porter" — «Носильщик») — одномоторный самолёт общего назначения. Разработан и производился швейцарской фирмой Pilatus Aircraft. Производился также по лицензии в США корпорацией Fairchild Stratos (затем — Fairchild Hiller). Первый полёт — 1959 год. Производился до 2022 года, всего было произведено 604 экземпляра.

## История
Полёт первого прототипа с поршневым двигателем мощностью 340 л.с. совершён 4 мая 1959 года. Данная производственная версия обозначалась PC-6. С 1961 года самолёт оснащался турбовинтовым двигателем мощностью, по мере совершенствования, в 523, 550, 575, 680 л.с. (основные версии PC-6/A, PC-6/B и PC-6/С соответственно). Выпускался в нескольких модификациях (около 14).
В США производился по лицензии фирмой Fairchild Hiller, основными эксплуатантами были армейская авиация (самолёт обозначался UV-20 Chiricahua) и ВВС США (AU-23A Peacemaker).

## Эксплуатация
Pilatus PC-6 — самолёт короткого взлёта и посадки. Он был спроектирован для эксплуатации на коротких, неподготовленных, грунтовых взлётно-посадочных полосах. Отличная тяговооружённость, мощная механизация крыла, прочное шасси с хвостовым колесом и реверс тяги обеспечили ему выдающиеся, в этом смысле, характеристики. Так, с загрузкой в 1500 кг взлётный разбег самолёта составляет 195 метров, посадочный пробег — 130 метров. Возможность торможения винтом в воздухе позволяла выполнять посадки на короткие, стеснённые препятствиями полосы по исключительно крутым углам глиссады — 45 градусов и более (по выражению лётчиков, достаточно было дождаться, когда намеченная точка посадки уйдёт под нос самолёта, включить реверс тяги и фактически войти в пикирование, выровняв самолёт лишь у самой земли). Эти свойства самолёта широко использовались для доставки грузов в неосвоенные районы. Самолёту принадлежит мировой рекорд посадки на высокогорный аэродром — ледник Дхаулагири в Непале, расположенный на высоте 5750 метров над уровнем моря.
Транспортный самолёт с такими характеристиками оказался востребованным и широко экспортировался. Он использовался в различных военных ведомствах следующих стран: Алжир, Ангола, Аргентина, Австрия, Австралия, Боливия, Бирма, Колумбия, Чад, Эвадор, Иран, Израиль, Мексика, Непал, Оман, Словения, Перу, США, Швейцария, Таиланд, Франция, ОАЭ, ЮАР. В 1971 году в ходе Третьей индо-пакистанской войны два швейцарских PC-6 Porter находились на территории восточно-пакистанского аэродрома в Дакке. 4 декабря индийские истребители МиГ-21 нанесли ракетный удар по аэродрому, уничтожив в том числе и оба самолёта PC-6 (бортовые номера HB-FFB и HB-FFO). В 1975 году армией Северного Вьетнама в ходе танкового штурма авиабазы Таншоннят было захвачено 11 самолётов PC-6 Porter, принадлежащих США.
Различные частные владельцы использовали самолёт как лёгкий транспорт короткого взлёта и посадки, а также для тренировок парашютистов. Самолёт применялся в санитарной авиации, для поисково-спасательных операций, для работы на высокогорных аэродромах. К 2010 г. в эксплуатации находится порядка 280 самолётов, 250 из них — машины серии PC-6/B Turbo Porter.
В феврале 2023 года на взлётной полосе в индонезийской деревне Паро боевиками Западно-Папуаской Национально-Освободительной Армии был захвачен гражданский самолёт PC-6 Porter авиакомпании Susi Air. Пилот и 5 пассажиров были взяты в заложники, после чего самолёт был уничтожен.

## Лётно-технические характеристики (PC-6 B2 Turbo-Porter)
- Экипаж: 1
- Пассажировместимость: до 10
- Коммерческая нагрузка: 1 530 кг
- Длина: 11 м
- Размах крыльев: 15,9 м
- Высота: 3,20 м
- Площадь крыла: 28,8 м²
- Вес (пустой): 1 270 кг
- Вес (максимальный взлётный): 2 770 кг
- Силовая установка: 1×ТВД Pratt & Whitney Canada PT6A-27, мощность 550 л.с. (410 кВт)
- Максимальная скорость: 244 км/ч
- Крейсерская скорость: 232 км/ч (истинная)
- Скорость сваливания: 107 км/час
- Дальность с полной нагрузкой 730 км
- Перегоночная дальность: 1 612 км
- Практический потолок: 8 197 м
- Скороподъёмность: 331 м/мин